# Handley Page Heyford
Le Handley Page HP.50 Heyford est un avion militaire de l'entre-deux-guerres. Il fut le dernier bombardier lourd biplan de la Royal Air Force dans laquelle il servit de 1929 à 1941. Son nom vient d'une base aérienne de la RAF, qui existe depuis 1915, RAF Upper Heyford (en).

## Conception

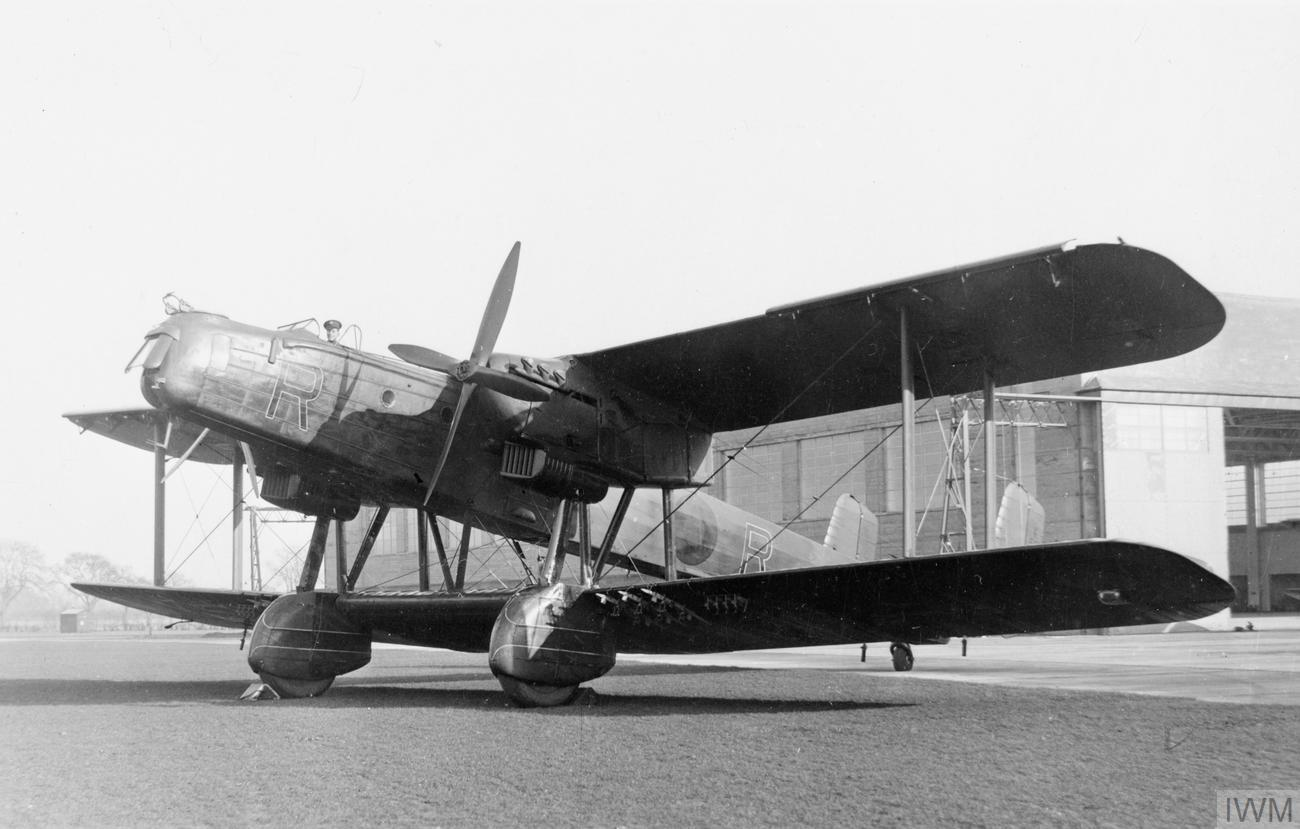
Un Heyford du No. 102 Squadron sur la base RAF Honington, 1938

Le Handley Page Heyford se caractérisait par une disposition fort peu habituelle : le fuselage était fixé sous le plan supérieur de la voilure, à l'inverse du plan inférieur. Les auteurs du projet avaient porté leur choix sur cette disposition pour satisfaire à une exigence bien précise : faciliter au maximum les opérations d'entretien au sol. En effet le haut fuselage du bombardier offrait un accès commode au personnel "rampant" qui pouvait effectuer les vérifications nécessaires sans se baisser. D'autre part on chargeait ainsi beaucoup plus facilement les bombes ou munitions, logées dans la partie centrale de l'aile inférieure. La disposition "haute" du fuselage offrait en outre de meilleurs champs de tir aux mitrailleuses avant et dorsale, ce qui facilitait la défense contre les attaques en vol. 
Le projet du Heyford remonte à l'année 1927, à la suite d'une spécification du ministère de l'air qui demandait un bombardier lourd destiné à remplacer les Vickers Virginia et Handley Page Hinaidi. Le vol du prototype eut lieu en juin 1930 et sa première apparition officielle deux ans plus tard. D'une grande robustesse, l'avion avait une structure entièrement métallique revêtue de toile. Il possédait d'excellentes qualités aux points de vue armement, vitesse et autonomie. Les moteurs, deux Rolls-Royce Kestrel, étaient logés dans deux berceaux suspendus sous l'aile supérieure. Les éléments principaux du train d'atterrissage fixe y étaient attachés.

## Engagements
Le Heyford entra en service en juillet 1933 au sein du squadron 99. L'appareil fut construit en série jusqu'en septembre 1936. Les autres unités furent équipées du bombardier à mesure que la production s'accélérait. À l'époque où il fut employé massivement, onze unités de bombardement stationnées en Grande-Bretagne en étaient dotées. 
Les premiers engagements de la Seconde Guerre mondiale furent à l'origine d'un programme tendant à renforcer la puissance de la Royal Air Force avec une nouvelle génération de bombardiers. Un an après la fabrication du 122e et dernier exemplaire, les premiers bombardiers monoplans faisaient leur apparition dans la RAF, avec le Armstrong Whitworth Whitley. Les Heyford furent alors retirés des unités de première ligne et transférés dans les unités d'instruction où ils demeurèrent en service plusieurs années encore, jusqu'au milieu de la Seconde Guerre mondiale. Ils furent déclarés obsolètes en 1941.

## Variantes
- Mark I, la version originale[2].
- Mark IA, 38 exemplaires construits[2].
- Mark II, équipé de Rolls-Royce Kestrel VI dont on avait volontairement réduit la puissance nominale[2]. 16 exemplaires construits[1].
- Mark III, avec deux Rolls-Royce Kestrel VI pourvus d'hélices quadripales[1]. 70 exemplaires construits[2].

## Dans la culture populaire
Les lignes disgracieuses du Heyford ont inspiré une parodie par le dessinateur d'origine canadienne Bruce McCall (en) dans une liste d'avions imaginaires intitulée Major Howdy Bixby's Album of Forgotten War Birds (l'album des avions de guerre oubliés du commandant Howard Bixby), parue initialement dans le magazine Playboy en 1970 et réimprimée dans l'album Zany Afternoons (en) paru en 1982 chez Alfred A. Knopf, New York. Page 67 apparaît un bombardier lourd britannique nommé Humbley-Pudge Gallipoli Heavish Bomber (bombardier lourdaud Humbley-Pudge Gallipoli), appareil de l'entre-deux-guerres avec un fuselage très haut auquel on n'accède que par une échelle spéciale, et qui n'a pas une carrière très glorieuse, comme son nom pouvait le laisser pressentir : c'est celui d'une lourde défaite subie par les Britanniques en Turquie durant la Première Guerre mondiale.